# 主刺蓋魚
主刺蓋魚（学名：Pomacanthus imperator，又名條紋蓋刺魚、條紋棘蝶魚，俗名皇后神仙、大花面）為輻鰭魚綱鱸形目鱸亞目蓋刺魚科刺盖鱼属的的其中一種鱼类。

## 分布
本魚分布於印度太平洋區，包括紅海、南非、東非、留尼旺、馬達加斯加、模里西斯、塞席爾群島、波斯灣、阿曼灣、馬爾地夫、印度、斯里蘭卡、馬來西亞、泰國、西沙群岛、聖誕島、可可群島、日本、台灣、中國、越南、菲律賓、印尼、新幾內亞、澳洲昆士兰、庫克群島、阿莫土群岛、社会群岛、關島、薩摩亞群島、馬里亞納群島、馬紹爾群島、密克羅尼西亞、夏威夷群島、吉里巴斯、東加、萬納杜、法屬波里尼西亞等海域皆有其蹤跡。该物种的模式产地在日本。

## 深度
水深3~70公尺。

## 特徵
本魚體略高而呈卵圓形；背部輪廓略突出，頭背於眼上方平直。吻鈍而小。眶前骨寬突，不游離；前鰓蓋骨後緣及下緣具弱鋸齒，具一長棘；鰓蓋骨後緣平滑。
幼魚體呈深藍色底色，頭及身上有許多亮蓝色和白色圈纹。幼魚的身上橫紋在體後端呈弧形或環狀，隨成長而逐漸轉為15~25條縱紋且顏色變黃。一般需要四年才完全变为成年色泽。家养的主刺盖鱼有可能保留幼年花色。
成魚體為黃藍相間的縱紋，尾鰭黃色，具黑眼帶，在胸鰭處有塊大橫斑，但此橫斑未達背部。體被中型圓鱗，具數個副鱗；頭具絨毛狀鱗，頰部與奇鰭具小鱗，前鼻孔大於後鼻孔，奇鰭鰭條在成長後會延長。背鰭硬棘14枚，軟條20~22枚；臀鰭硬棘3枚，軟條20枚；背鰭與臀鰭軟條部後端截平；腹鰭尖，第一軟條延長，幾達臀鰭；尾鰭鈍圓形。體長可達40公分。

## 生態
本魚分布在有珊瑚礁的海域，幼魚經常躲藏在岩架下方、礁石洞中以及通道中和外礁灘上相對隱蔽的區域。亞成體經常出現在珊瑚礁的空洞中以及沿海的珊瑚礁的湧浪通道中。遇驚嚇時成魚會發出「咯咯」聲嚇退來者，屬雜食性，以海綿、附著生物和藻類為食。具有領域性。

## 經濟利用
體色鮮明，為極受歡迎的觀賞魚。

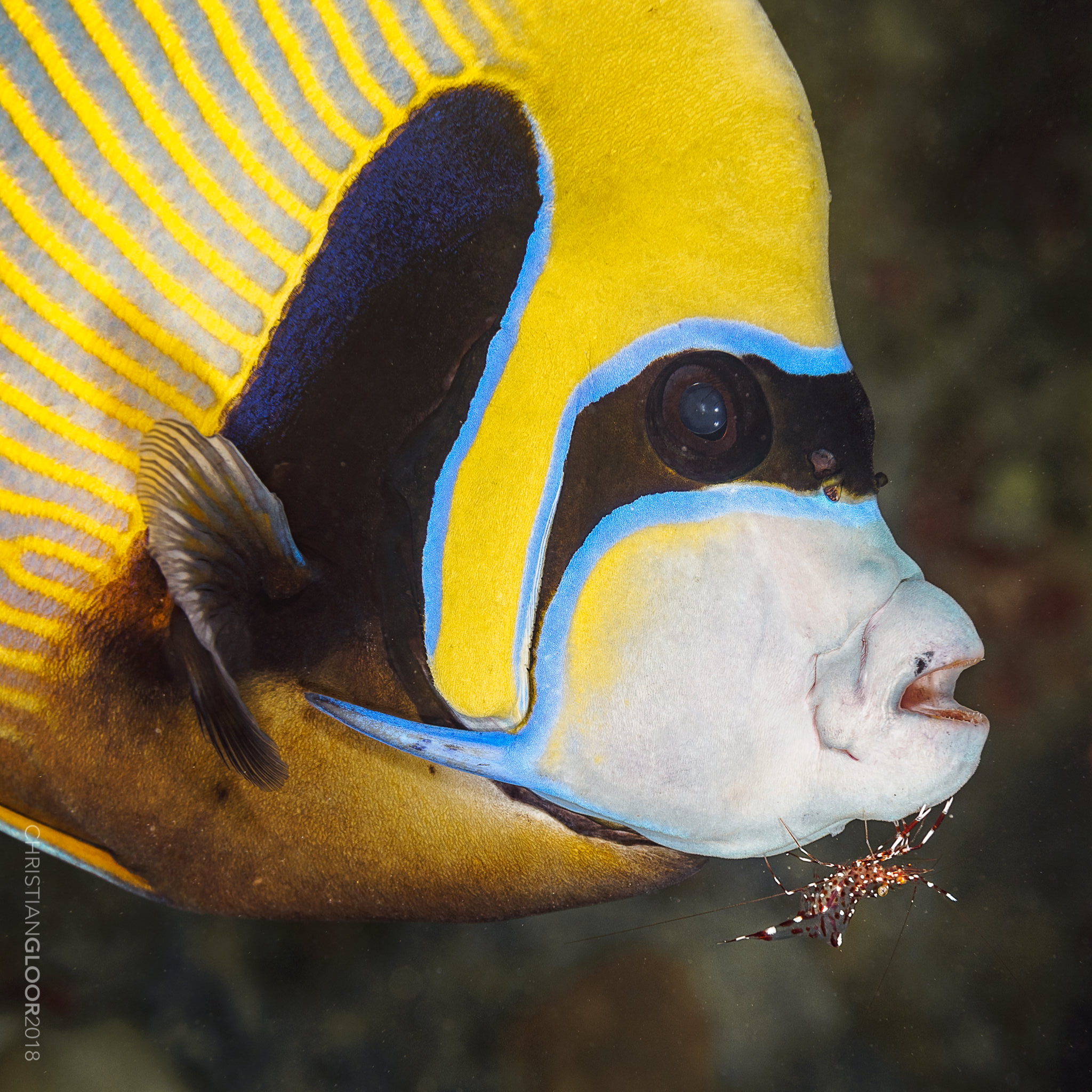
主刺蓋魚在印尼瓦卡托比國家公園, 2018
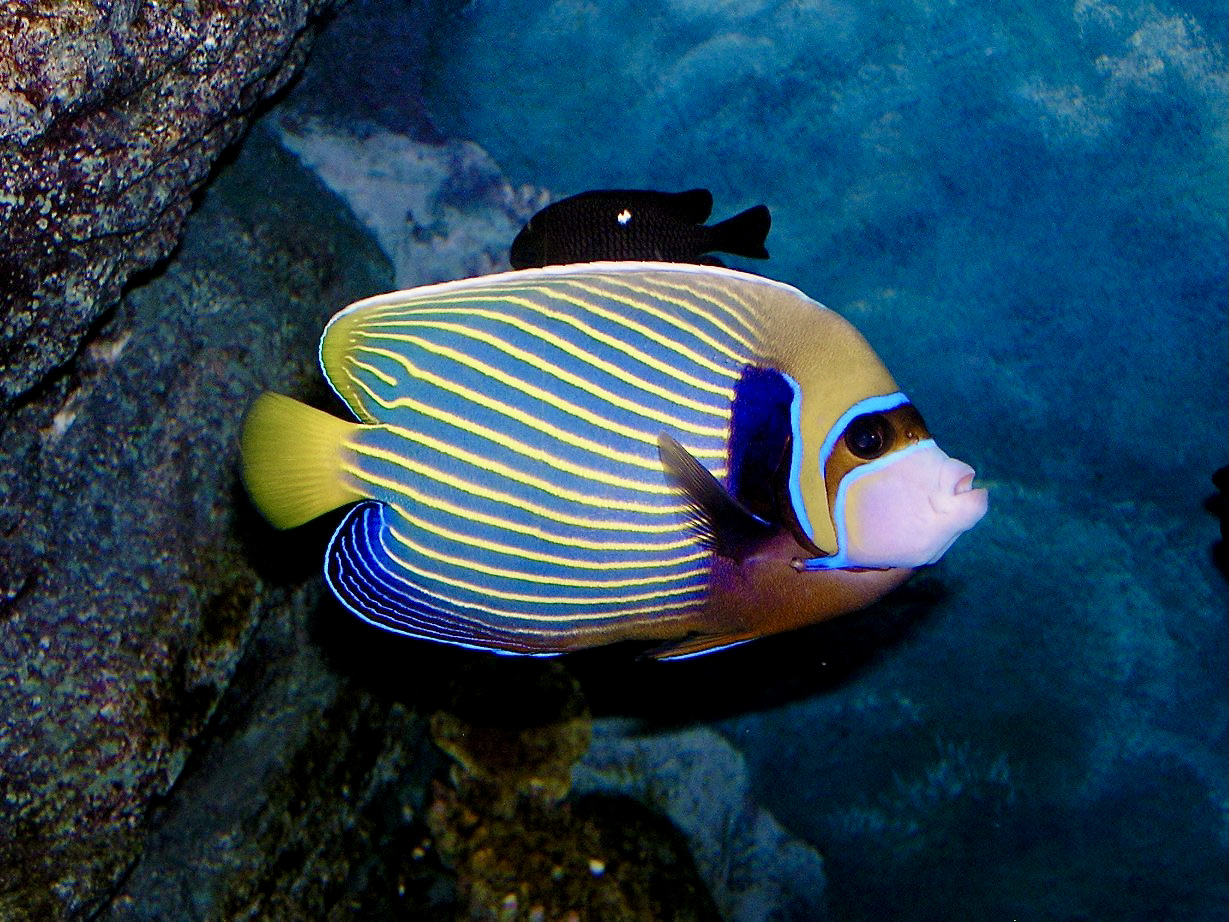
主刺蓋魚在曼谷海洋世界公園, 2007
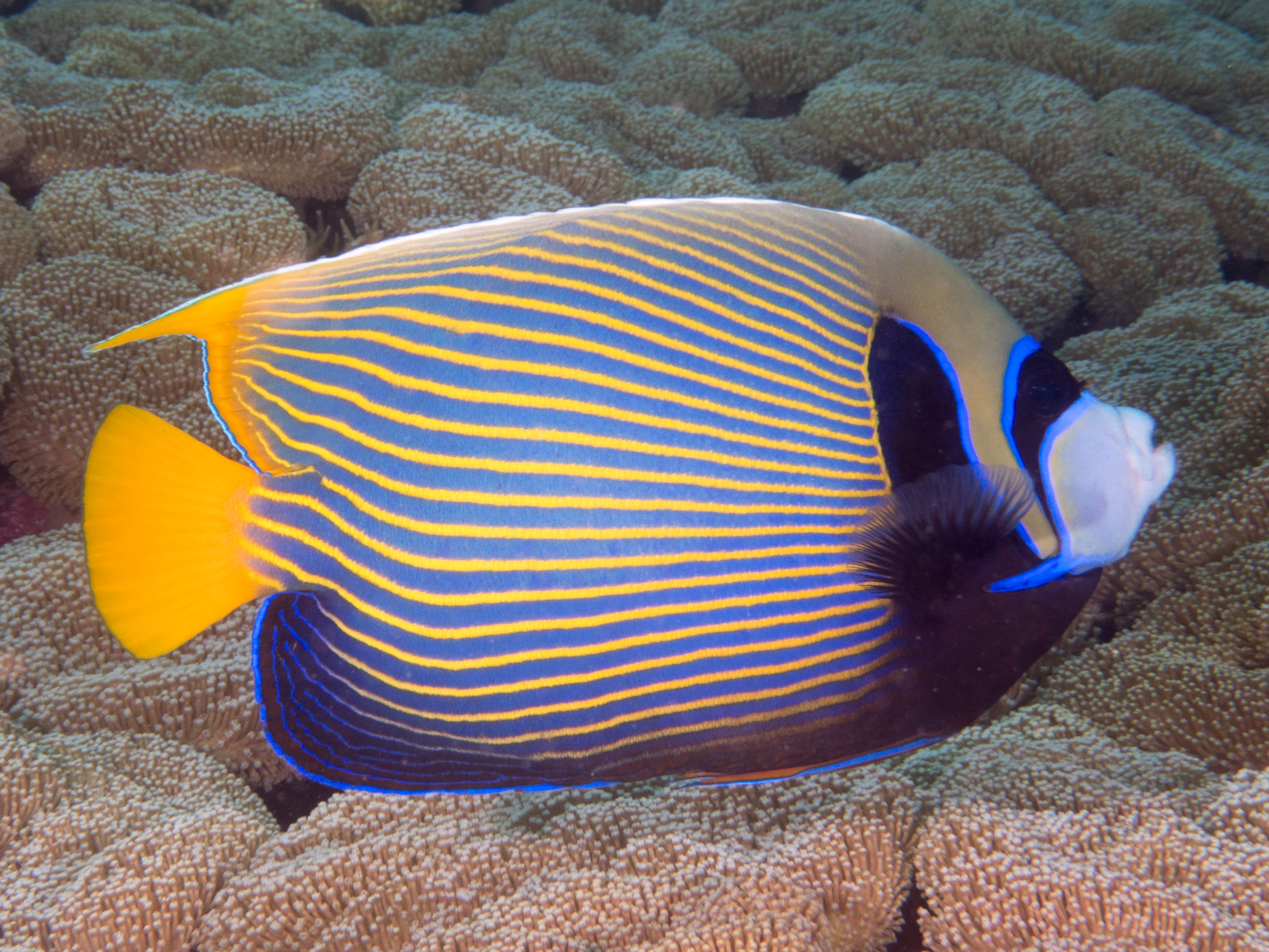
主刺蓋魚在印尼四王群島, 2020
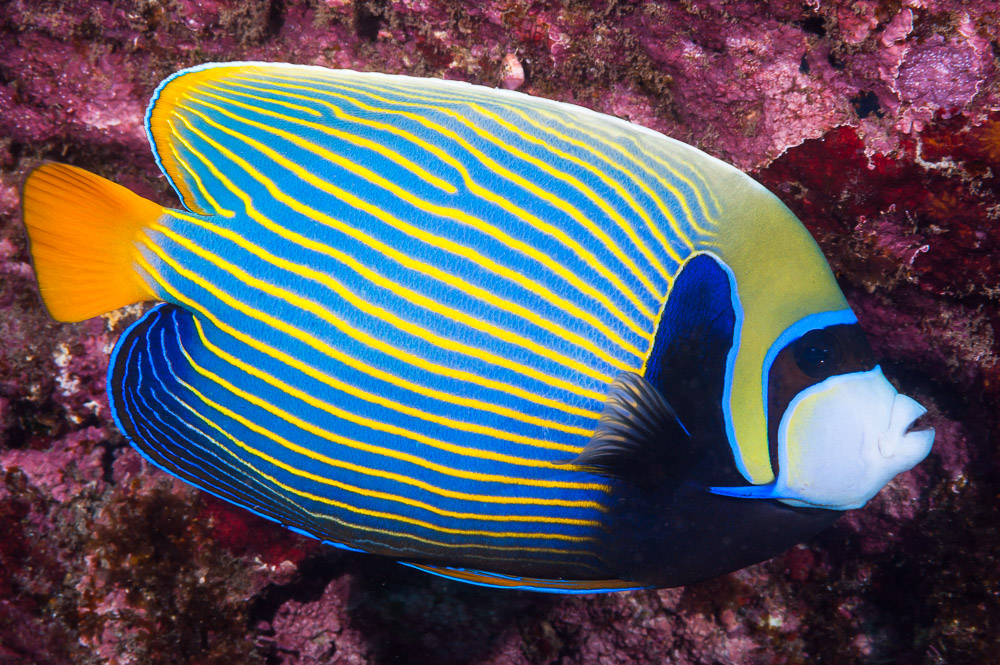
主刺蓋魚在法屬留尼旺, 2013
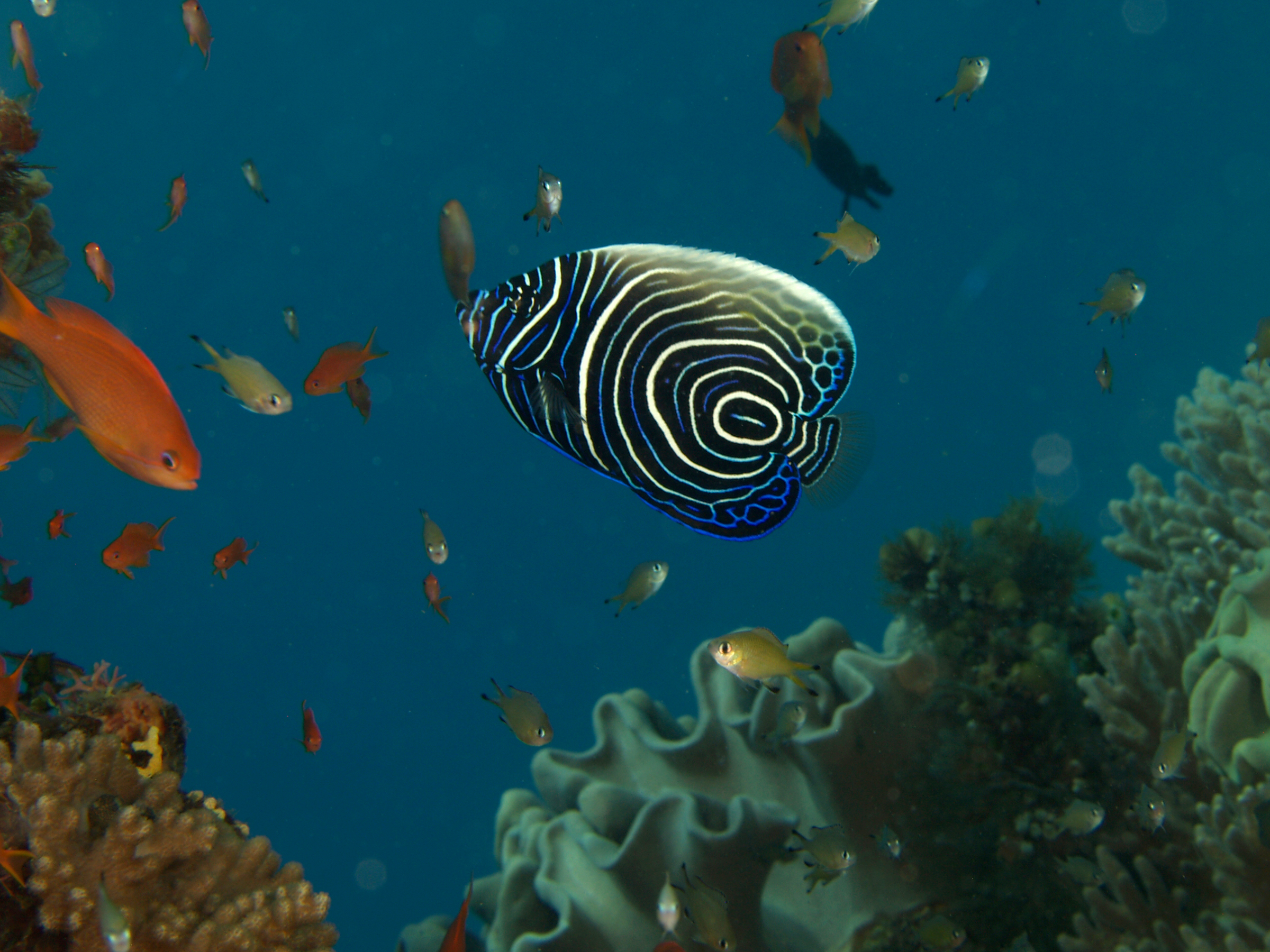
主刺蓋魚稚魚在東帝汶, 2006
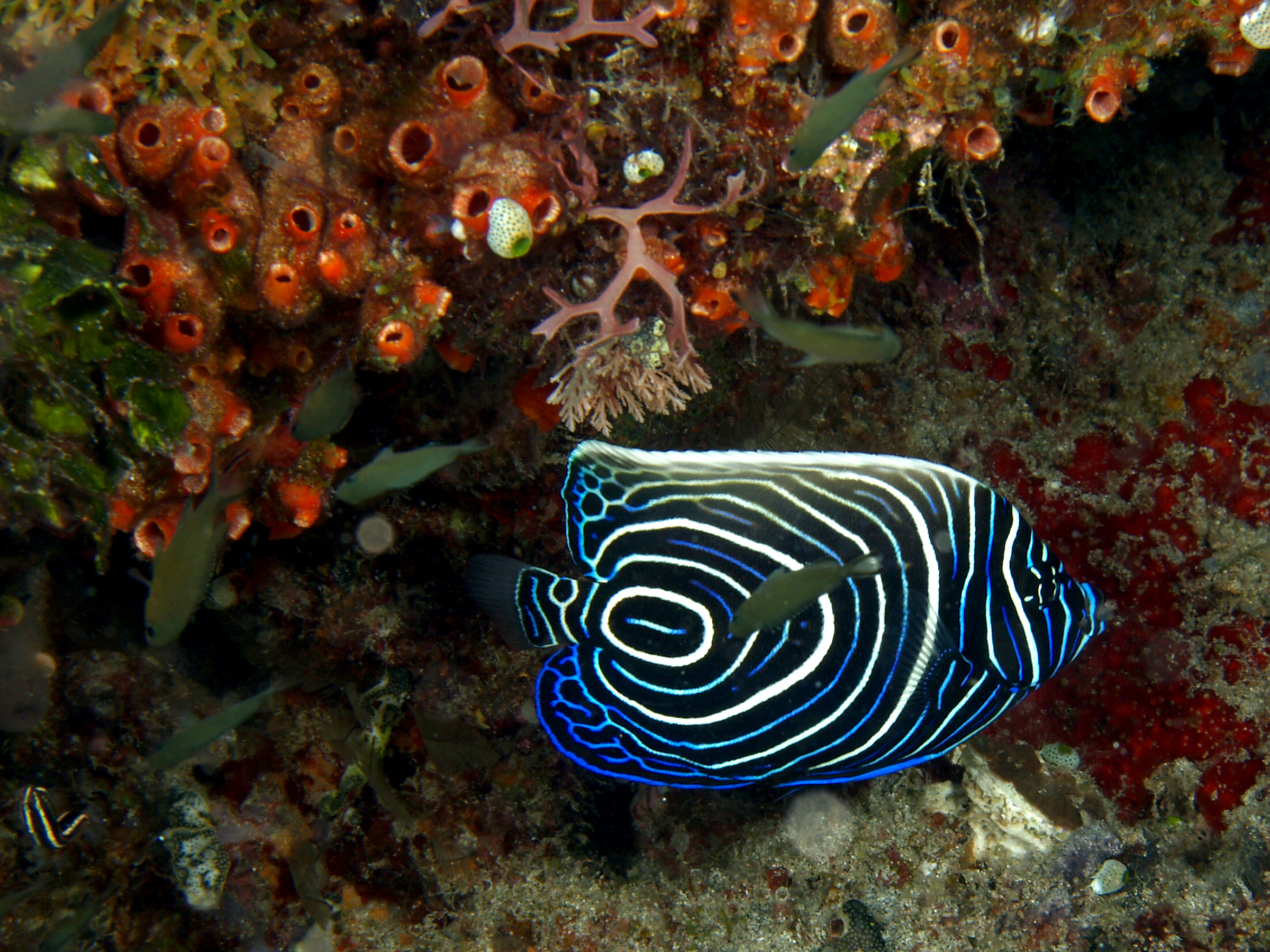
主刺蓋魚稚魚在東帝汶, 2006
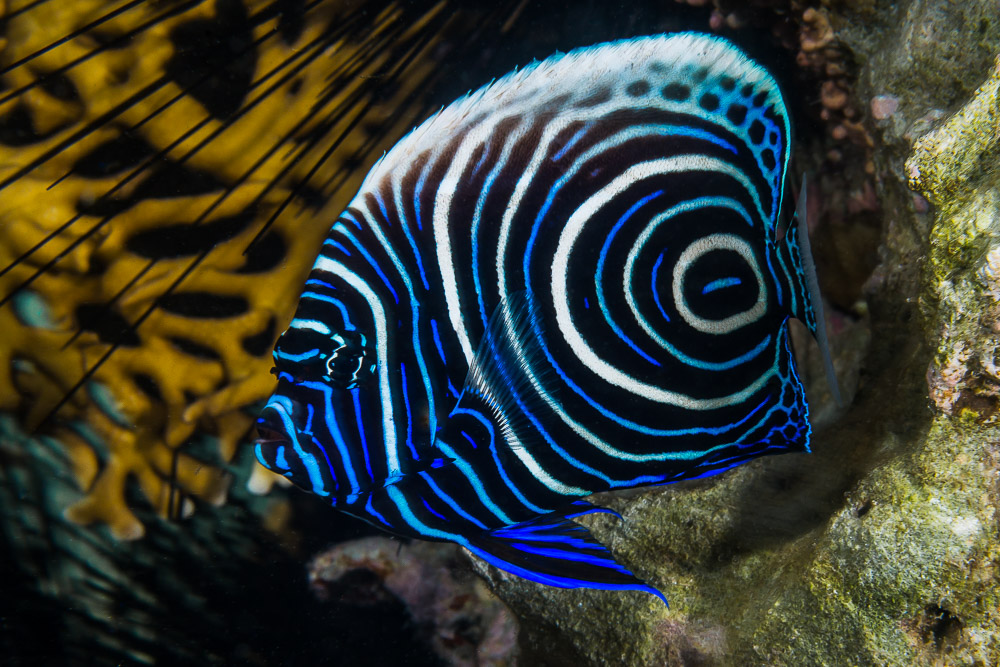
主刺蓋魚稚魚在埃及馬薩阿拉姆, 2014